# پولک‌پوست هندی
پولک‌پوست هندی (نام علمی: Manis crassicaudata) نام یک گونه از سرده پولک‌پوست است.